# Molophilus paraguayanus
Molophilus paraguayanus är en tvåvingeart som beskrevs av Alexander 1929. Molophilus paraguayanus ingår i släktet Molophilus och familjen småharkrankar.
Artens utbredningsområde är Paraguay. Inga underarter finns listade i Catalogue of Life.